# Рачюнас, Антанас
Анта́нас Рачю́нас (лит. Antanas Račiūnas; 4 сентября 1905, Ужляушяй, Российская империя — 3 апреля 1984, Вильнюс, Литовская ССР, теперь Литва) — литовский и советский композитор, педагог.  Народный артист Литовской ССР (1965).

## Биография
Ученик Юозаса Груодиса. С 1940 — преподаватель Каунасской, с 1949 — Литовской консерватории в Вильнюсе, с 1958 — профессор. Воспитал много учеников, среди которых: Валентинас Багдонас, Эдуардас Бальсис, Витаутас Клова, Пятрас-Витаутас Палтанавичюс, Витаутас Баркаускас, Бронюс Кутавичюс.

## Сочинения
- опера «Три талисмана» (1936, Каунас)
- кантата «Освобождённая Литва» (1945)
- оратория «Солнце с востока» (1948)
- опера «Марите» (1953, Вильнюс), посвящённая участнице партизанского движения в Литве Марите Мельникайте
- симфоническая поэма «Тайна озера Платяляй» (1957)
- симфоническая поэма «Юргинас и Рамуне» (1958)
- опера «Город солнца» (1965, Вильнюс)
- симфоническая поэма «Мать Пирчюписа» (1972)
- 10 симфоний (1933—1980)
- 2 концерта для фортепиано с оркестром (1970, 1981)

## Награды
- 1954 — Орден Трудового Красного Знамени[1]
- ? — Заслуженный деятель искусств Литовской ССР
- 1965 — Народный артист Литовской ССР
- 1975 — Государственная премия Литовской ССР